# Corydalis crassifolia
Corydalis crassifolia là một loài thực vật có hoa trong họ Anh túc. Loài này được Royle mô tả khoa học đầu tiên năm 1834.